# Campionati del mondo di ciclismo su pista - Velocità maschile
La velocità maschile è una delle prove inserite nel programma dei campionati del mondo di ciclismo su pista. Si corre sin dalla terza edizione della rassegna, nel 1895. Inizialmente riservata ai professionisti, dall'edizione 1993, in seguito all'unificazione delle categorie dilettanti e professionisti, si tiene come prova open.
Nelle prime cinque edizioni si corse sulla distanza di un miglio, dal 1900 si passò al chilometro.

## Albo d'oro
Aggiornato all'edizione 2024.
| Anno    | Vincitore              | Secondo              | Terzo                     |
| ------- | ---------------------- | -------------------- | ------------------------- |
| 1895    | Robert Protin          | George Banker        | Emile Huet                |
| 1896    | Paul Bourrillon        | Charles Barden       | Edmond Jacquelin          |
| 1897    | Willy Arend            | Charles Barden       | Paul Nossam               |
| 1898    | George Banker          | Franz Verheyen       | Edmond Jacquelin          |
| 1899    | Marshall Walter Taylor | Tom Butler           | Gaston Courbe d'Outrelon  |
| 1900    | Edmond Jacquelin       | Harie Meyers         | Willy Arend               |
| 1901    | Thorvald Ellegaard     | Edmond Jacquelin     | Gustav Schilling          |
| 1902    | Thorvald Ellegaard     | Harie Meyers         | Pietro Bixio              |
| 1903    | Thorvald Ellegaard     | Willy Arend          | Harie Meyers              |
| 1904    | Yvar Lawson            | Thorvald Ellegaard   | Henri Mayer               |
| 1905    | Gabriel Poulain        | Thorvald Ellegaard   | Henri Mayer               |
| 1906    | Thorvald Ellegaard     | Gabriel Poulain      | Émile Friol               |
| 1907    | Émile Friol            | Henri Mayer          | Walter Rütt               |
| 1908    | Thorvald Ellegaard     | Gabriel Poulain      | Charles-Louis Vanden Born |
| 1909    | Victor Dupré           | Gabriel Poulain      | Walter Rütt               |
| 1910    | Emile Friol            | Thorvald Ellegaard   | Walter Rütt               |
| 1911    | Thorvald Ellegaard     | Léon Hourlier        | Julien Pouchois           |
| 1912    | Frank Kramer           | Alfred Grenda        | André Perchicot           |
| 1913    | Walter Rütt            | Thorvald Ellegaard   | André Perchicot           |
| 1914-19 | non disputata          |                      |                           |
| 1920    | Robert Spears          | Ernst Kaufmann       | William Bayley            |
| 1921    | Piet Moeskops          | Robert Spears        | Pierre Sergent            |
| 1922    | Piet Moeskops          | Robert Spears        | Aloïs De Graeve           |
| 1923    | Piet Moeskops          | Gabriel Poulain      | Ernst Kaufmann            |
| 1924    | Piet Moeskops          | Ernst Kaufmann       | Maurice Schilles          |
| 1925    | Ernst Kaufmann         | Maurice Schilles     | Lucien Michard            |
| 1926    | Piet Moeskops          | Cesare Moretti sr.   | Lucien Michard            |
| 1927    | Lucien Michard         | Ernst Kaufmann       | Lucien Faucheux           |
| 1928    | Lucien Michard         | Lucien Faucheux      | Ernst Kaufmann            |
| 1929    | Lucien Michard         | Piet Moeskops        | Ernst Kaufmann            |
| 1930    | Lucien Michard         | Piet Moeskops        | Orlando Piani             |
| 1931    | Willy Falck Hansen     | Lucien Michard       | Jef Scherens              |
| 1932    | Jef Scherens           | Lucien Michard       | Mathias Engel             |
| 1933    | Jef Scherens           | Lucien Michard       | Albert Richter            |
| 1934    | Jef Scherens           | Albert Richter       | Louis Gérardin            |
| 1935    | Jef Scherens           | Albert Richter       | Louis Gérardin            |
| 1936    | Jef Scherens           | Louis Gérardin       | Albert Richter            |
| 1937    | Jef Scherens           | Arie van Vliet       | Albert Richter            |
| 1938    | Arie van Vliet         | Jef Scherens         | Albert Richter            |
| 1939    | finale non disputata   | finale non disputata | Albert Richter            |
| 1940-45 | non disputata          |                      |                           |
| 1946    | Jan Derksen            | Georges Senfftleben  | Arie van Vliet            |
| 1947    | Jef Scherens           | Louis Gérardin       | Georges Senfftleben       |
| 1948    | Arie van Vliet         | Louis Gérardin       | Georges Senfftleben       |
| 1949    | Reg Harris             | Jan Derksen          | Arie van Vliet            |
| 1950    | Reg Harris             | Arie van Vliet       | Jan Derksen               |
| 1951    | Reg Harris             | Jacques Bellenger    | Sydney Patterson          |
| 1952    | Oscar Plattner         | Georges Senfftleben  | Jan Derksen               |
| 1953    | Arie van Vliet         | Enzo Sacchi          | Reg Harris                |
| 1954    | Reg Harris             | Arie van Vliet       | Enzo Sacchi               |
| 1955    | Antonio Maspes         | Oscar Plattner       | Arie van Vliet            |
| 1956    | Antonio Maspes         | Reg Harris           | Oscar Plattner            |
| 1957    | Jan Derksen            | Arie van Vliet       | Roger Gaignard            |
| 1958    | Michel Rousseau        | Enzo Sacchi          | Antonio Maspes            |
| 1959    | Antonio Maspes         | Michel Rousseau      | Jan Derksen               |
| 1960    | Antonio Maspes         | Oscar Plattner       | Jos De Bakker             |
| 1961    | Antonio Maspes         | Michel Rousseau      | Jos De Bakker             |
| 1962    | Antonio Maspes         | Sante Gaiardoni      | Oscar Plattner            |
| 1963    | Sante Gaiardoni        | Antonio Maspes       | Jos De Bakker             |
| 1964    | Antonio Maspes         | Ron Baensch          | Jos De Bakker             |
| 1965    | Giuseppe Beghetto      | Patrick Sercu        | Ron Baensch               |
| 1966    | Giuseppe Beghetto      | Ron Baensch          | Sante Gaiardoni           |
| 1967    | Patrick Sercu          | Giuseppe Beghetto    | Angelo Damiano            |
| 1968    | Giuseppe Beghetto      | Patrick Sercu        | Giovanni Pettenella       |
| 1969    | Patrick Sercu          | Robert Van Lancker   | Sante Gaiardoni           |
| 1970    | Gordon Johnson         | Sante Gaiardoni      | Leijn Loevesijn           |
| 1971    | Leijn Loevesijn        | Robert Van Lancker   | Giordano Turrini          |
| 1972    | Robert Van Lancker     | Gordon Johnson       | Giordano Turrini          |
| 1973    | Robert Van Lancker     | Giordano Turrini     | Ezio Cardi                |
| 1974    | Peder Pedersen         | John Nicholson       | Robert Van Lancker        |
| 1975    | John Nicholson         | Peder Pedersen       | Ryoji Abe                 |
| 1976    | John Nicholson         | Giordano Turrini     | Joshua Sugata             |
| 1977    | Koichi Nakano          | Joshua Sugata        | John Nicholson            |
| 1978    | Koichi Nakano          | Dieter Berkemann     | Joshua Sugata             |
| 1979    | Koichi Nakano          | Dieter Berkemann     | Michel Vaarten            |
| 1980    | Koichi Nakano          | Masahito Ozaki       | Daniel Morelon            |
| 1981    | Koichi Nakano          | Gordon Singleton     | Kenji Takahashi           |
| 1982    | Koichi Nakano          | Gordon Singleton     | Yavé Cahard               |
| 1983    | Koichi Nakano          | Yavé Cahard          | Ottavio Dazzan            |
| 1984    | Koichi Nakano          | Ottavio Dazzan       | Yavé Cahard               |
| 1985    | Koichi Nakano          | Yoshiyuki Matsueda   | Ottavio Dazzan            |
| 1986    | Koichi Nakano          | Hideyuki Matsui      | Nobuyuki Tawara           |
| 1987    | Nobuyuki Tawara        | Hideyuki Matsui      | Claudio Golinelli         |
| 1988    | Stephen Pate           | non assegnato        | Nobuyuki Tawara           |
| 1989    | Claudio Golinelli      | Yuichiro Kamiyama    | Hideyuki Matsui           |
| 1990    | Michael Hübner         | Claudio Golinelli    | Stephen Pate              |
| 1991    | non assegnato          | Fabrice Colas        | non assegnato             |
| 1992    | Michael Hübner         | Frédéric Magné       | Eric Schoefs              |
| 1993    | Gary Neiwand           | Michael Hübner       | Eyk Pokorny               |
| 1994    | Marty Nothstein        | Darryn Hill          | Michael Hübner            |
| 1995    | Darryn Hill            | Curtis Harnett       | Frédéric Magné            |
| 1996    | Florian Rousseau       | Marty Nothstein      | Darryn Hill               |
| 1997    | Florian Rousseau       | Jens Fiedler         | Darryn Hill               |
| 1998    | Florian Rousseau       | Jens Fiedler         | Laurent Gané              |
| 1999    | Laurent Gané           | Jens Fiedler         | Florian Rousseau          |
| 2000    | Jan Van Eijden         | Laurent Gané         | non disputata             |
| 2001    | Arnaud Tournant        | Laurent Gané         | Florian Rousseau          |
| 2002    | Sean Eadie             | Jobie Dajka          | Florian Rousseau          |
| 2003    | Laurent Gané           | Jobie Dajka          | René Wolff                |
| 2004    | Theo Bos               | Laurent Gané         | Ryan Bayley               |
| 2005    | René Wolff             | Mickaël Bourgain     | Jobie Dajka               |
| 2006    | Theo Bos               | Craig MacLean        | Stefan Nimke              |
| 2007    | Theo Bos               | Grégory Baugé        | Mickaël Bourgain          |
| 2008    | Chris Hoy              | Kévin Sireau         | Mickaël Bourgain          |
| 2009    | Grégory Baugé          | Azizulhasni Awang    | Kévin Sireau              |
| 2010    | Grégory Baugé          | Shane Perkins        | Kévin Sireau              |
| 2011    | Jason Kenny            | Chris Hoy            | Mickaël Bourgain          |
| 2012    | Grégory Baugé          | Jason Kenny          | Chris Hoy                 |
| 2013    | Stefan Bötticher       | Denis Dmitriev       | François Pervis           |
| 2014    | François Pervis        | Stefan Bötticher     | Denis Dmitriev            |
| 2015    | Grégory Baugé          | Denis Dmitriev       | Quentin Lafargue          |
| 2016    | Jason Kenny            | Matthew Glaetzer     | Denis Dmitriev            |
| 2017    | Denis Dmitriev         | Harrie Lavreysen     | Ethan Mitchell            |
| 2018    | Matthew Glaetzer       | Jack Carlin          | Sébastien Vigier          |
| 2019    | Harrie Lavreysen       | Jeffrey Hoogland     | Mateusz Rudyk             |
| 2020    | Harrie Lavreysen       | Jeffrey Hoogland     | Azizulhasni Awang         |
| 2021    | Harrie Lavreysen       | Jeffrey Hoogland     | Sébastien Vigier          |
| 2022    | Harrie Lavreysen       | Matthew Richardson   | Matthew Glaetzer          |
| 2023    | Harrie Lavreysen       | Nicholas Paul        | Jack Carlin               |
| 2024    | Harrie Lavreysen       | Jeffrey Hoogland     | Kaiya Ota                 |

## Medagliere
| Pos.   | Nazione           | Oro | Argento | Bronzo | Totale |
| ------ | ----------------- | --- | ------- | ------ | ------ |
| 1      | Francia           | 22  | 28      | 35     | 85     |
| 2      | Paesi Bassi       | 20  | 14      | 9      | 43     |
| 3      | Italia            | 12  | 11      | 14     | 37     |
| 4      | Belgio            | 12  | 5       | 11     | 28     |
| 5      | Giappone          | 11  | 6       | 8      | 25     |
| 6      | Australia         | 9   | 13      | 9      | 31     |
| 7      | Danimarca         | 8   | 5       | 0      | 13     |
| 8      | Gran Bretagna     | 7   | 7       | 4      | 18     |
| 9      | Germania          | 6   | 10      | 16     | 32     |
| 10     | Stati Uniti       | 5   | 3       | 0      | 8      |
| 11     | Svizzera          | 2   | 5       | 5      | 12     |
| 12     | Russia            | 1   | 2       | 2      | 5      |
| 13     | Germania Est      | 1   | 0       | 0      | 1      |
| 14     | Canada            | 0   | 3       | 0      | 3      |
| 14     | Germania Ovest    | 0   | 2       | 0      | 2      |
| 16     | Malaysia          | 0   | 1       | 1      | 2      |
| 17     | Trinidad e Tobago | 0   | 1       | 0      | 1      |
| 18     | Nuova Zelanda     | 0   | 0       | 1      | 1      |
| 18     | Polonia           | 0   | 0       | 1      | 1      |
| Totale | Totale            | 115 | 115     | 115    | 345    |

| Pos. | Atleta             | Oro | Argento | Bronzo | Totale |
| ---- | ------------------ | --- | ------- | ------ | ------ |
| 1    | Koichi Nakano      | 10  | 0       | 0      | 10     |
| 2    | Antonio Maspes     | 7   | 1       | 1      | 9      |
| 2    | Jef Scherens       | 7   | 1       | 1      | 9      |
| 4    | Thorvald Ellegaard | 6   | 4       | 0      | 10     |
| 5    | Harrie Lavreysen   | 6   | 1       | 0      | 7      |
| 6    | Piet Moeskops      | 5   | 2       | 0      | 7      |
| 7    | Lucien Michard     | 4   | 3       | 2      | 9      |
| 8    | Reg Harris         | 4   | 1       | 1      | 6      |
| 9    | Grégory Baugé      | 4   | 1       | 0      | 5      |
| 10   | Arie van Vliet     | 3   | 4       | 3      | 10     |